# Yuka (App)
Yuka ist eine Mobile App für iOS und Android, die von Yuca SAS entwickelt wurde. Sie ermöglicht das Scannen von Lebensmitteln und Kosmetikprodukten, um detaillierte Informationen über die Auswirkungen eines Produkts auf die Gesundheit zu erhalten. Ziel ist es, den Verbrauchern bei der Auswahl von Produkten zu helfen, die als gesund gelten, und auch die Hersteller zu ermutigen, die Zusammensetzung ihrer Produkte zu verbessern.
Durch das Einlesen des Strichcodes eines Produktes durch das Smartphone kann die Anwendung auf die Details der Zusammensetzung des Produktes zugreifen und gibt einen Hinweis in Form einer Farbe von grün bis rot zurück. Wenn ihre Wirkung als negativ eingestuft wird, kann die Anwendung ähnliche Produkte empfehlen, die besser für die Gesundheit sind.
Im Januar 2020 wurde die Anwendung mehr als 15 Millionen Mal heruntergeladen und wird monatlich von 5,5 Millionen Benutzern verwendet.

## Geschichte

### Konzept
Das Projekt wird 2016 von François Martin, Benoît Martin und Julie Chapon. von der École centrale d’électronique, der École supérieure pour le développement économique et social bzw. der EDHEC Business School durchgeführt. Julie Chapon absolvierte zuvor Praktika bei Nestlé und Kraft Foods und arbeitete bei der Beratungsfirma Wavestone Bevor er die Anwendung entwarf, stellte sich Benoît Martin die Frage nach der Zusammensetzung der Produkte, die er für seine Kinder kauft. Er versuchte dann, die Etiketten zu lesen, stellte aber fest, dass sie schwer zu verstehen waren. Er stellt sich dann ein Werkzeug vor, mit dem man sie leicht entziffern kann.
Das Werkzeug, das sie sich vorstellen, ist zunächst noch keine Anwendung, sondern ein zusammenhängendes Objekt in Form einer Karotte, das sich an den Kühlschrank magnetisiert. Da sie die Grenzen des angeschlossenen Objekts erkannten, gaben sie diese Idee nach ein paar Monaten auf, um eine mobile Anwendung zu erstellen. Im Februar 2016 nehmen sie an dem von Gaîté-Lyrique organisierten Food-Hackathon-Wettbewerb teil und gewinnen ihn, was den eigentlichen Beginn des Projekts markiert. Ende 2016 beschließen sie, Vollzeit an der Anwendung zu arbeiten und ihre Jobs aufzugeben, um sich auf das Projekt auf dem Campus der Station F zu konzentrieren.

### Start
Sie bringen die Anwendung im Januar 2017 für iOS und im Juni für Android auf den Markt. Bis Juni 2017 wird die Anwendung von mehr als 100000 Anwendern.genutzt. Im Sommer desselben Jahres zogen sie mit sechs Mitarbeitern in eigene Räumlichkeiten.
Im Februar 2018 verraten die Teammitglieder, dass sie zunächst daran gedacht hatten, die Anwendung „an einen Industriekonzern oder eine Versicherungsgesellschaft zu verkaufen, die sie dann in ihrem Auftrag nutzen würde“ oder sie „Herstellern zur Nutzung anzubieten, damit diese ihre Lebensmittelprodukte intern verbessern und sich von der Konkurrenz abheben können“, aber diese Optionen wären ausgeschlossen worden. Einige Monate später, im September, gab das Unternehmen bekannt, dass es sich zur Hälfte durch Spenden und zur Hälfte durch Mitgliedschaften in seinem kostenpflichtigen Ernährungsprogramm finanziert.

### Schnelles Wachstum und internationale Entwicklung
Bis März 2018 wird die Anwendung in den Top 20 des App Stores und auf Android sein und insgesamt 2 Millionen Nutzer haben und integriert seit Juni 2018 eine Kosmetikanalyse, die zunächst auf iOS und dann im Dezember 2018 auf Android eingeführt wurde. Yuka beschäftigt neun Mitarbeiter (einschließlich der Mitbegründer)., und die Anwendung hat im März 2019 fast 9 Millionen Nutzer.
Das Unternehmen hat im Oktober 2019 11 Mitarbeiter und ist in sechs europäischen Ländern für insgesamt 12 Millionen Nutzer verfügbar – darunter 10,5 Millionen in Frankreich. Um die Entwicklung der Anwendung zu gewährleisten, sammelt Yuka 800.000 € über Business Angels und 400.000 € über die öffentliche Investitionsbank, die in den Vereinigten Staaten eingeführt werden soll. Anfang 2020 wird die Anwendung 15 Millionen Mal heruntergeladen, davon 12 Millionen Mal in Frankreich, und ist in Spanien, Belgien, der Schweiz, Luxemburg, Großbritannien, den USA, Kanada und Irland verfügbar. Es wird monatlich von 5,5 Millionen Menschen genutzt. Das Unternehmen wurde im März 2020 in einem Eilverfahren wegen Verunglimpfung verurteilt, nachdem ein Artikel auf dem Blog veröffentlicht worden war.,
Für den emeritierten Professor für Zeitgeschichte Jean-Claude Daumas von der Universität der Franche-Comté erklärt sich der Erfolg der Bewerbung durch die zahlreichen Skandale – Pferdefleischbetrug von 2013, Rinderwahnsinnskrise und andere –, die einen Mangel an Transparenz geschürt und ein „massives Misstrauen gegenüber den traditionellen Verbraucherakteuren“ geschaffen haben. Laut Studien des Observatory on Society and Consumption (ObSoCo) sind die Nutzer eher jung, urban und gebildet.

## Bedienung

### Prinzip der Verwendung
Yuka ist eine kostenlose Anwendung, die für sich in Anspruch nimmt, unabhängig von Unternehmen der Lebensmittelindustrie und zuverlässig zu sein, indem sie offene Datenbanken verwendet, die mit einem a posteriori Verifikationssystem arbeiten. Der Benutzer scannt den Barcode der Produkte mit einem Smartphone oder Tablet und erhält im Gegenzug detaillierte Informationen über den Inhalt des Lebensmittels oder Kosmetikprodukts sowie eine mögliche Empfehlung für ein gesünderes Alternativprodukt. Der Benutzer führt eine Historie der gescannten Produkte in der Anwendung und hat Zugriff auf eine Zusammenfassung der gescannten Produkte nach Punkten.

### Rating-Kriterien

#### Lebensmittel
Die Bewertung erfolgt in Form einer Punktzahl, die von 75 bis 100 als ausgezeichnet, von 50 bis 74 als gut, von 25 bis 49 als mittelmäßig und unter 25 als schlecht gilt., Zur Ermittlung eines Scores werden drei verschiedene Kriterien herangezogen:
- die ernährungsphysiologische Qualität (60 % der Punktzahl) ist eine Funktion der Menge an Energie, gesättigten Fettsäuren, Zucker, Salz, Obst und Gemüse, Ballaststoffen und Eiweiß im Produkt gemäß der Berechnungsmethode Nutri-Score[30];
- das Vorhandensein von Risikozusatzstoffen (30 % der Punktzahl) nach mehreren Quellen wie Les Additifs alimentaires de Corinne Gouget, Les Additifs alimentaires de Marie-Laure André sowie Studien des Union fédérale des consommateurs,[31] und Daten der Europäischen Behörde für Lebensmittelsicherheit[32];
- die biologische Dimension, entsprechend dem Vorhandensein oder Nichtvorhandensein eines Bio-Siegels (10 % der Punktzahl).

#### Kosmetikprodukte
Das Bewertungssystem für Kosmetika wurde auf Wunsch der Anwender eingeführt. Nach dem gleichen Prinzip wie bei Lebensmitteln wird jeder Inhaltsstoff entsprechend seiner potenziellen oder nachgewiesenen gesundheitlichen Auswirkungen einer Risikostufe zugeordnet: endokriner Disruptor, Karzinogen, Allergen oder Reizstoff. Sobald ein Inhaltsstoff umstritten ist, wird er vorsorglich mit einem Malus von Yuka, versehen
Die Anwendung stützt sich bei ihrer Auswertung auf zahlreiche Quellen,:
- Stellungnahmen offizieller Institutionen wie der Agence nationale de sécurité sanitaire de l’alimentation, de l’environnement et du travail, des Wissenschaftlichen Ausschusses Verbrauchersicherheit, der Internationalen Agentur für Krebsforschung und des Centre national de la recherche scientifique;
- internationale wissenschaftliche Datenbanken (SIN-Liste, TEDX-Liste, Skin Deep und andere);
- Naturwissenschaftliche Studien.

## Geschäftsmodell
Um ein finanzielles Gleichgewicht zu erreichen, wurde die Anwendung mit zusätzlichen Funktionen ausgestattet, für die nach dem Freemium-Modell bezahlt wird. Sie sind die Haupteinnahmequelle für das Unternehmen und machen zwischen 60 und 70 % des Umsatzes aus. Durch ein jährliches Abonnement kann der Benutzer ein Produkt auch ohne Internetzugang scannen, ein Produkt ohne den Scanner finden, auf eine unbegrenzte Historie zugreifen und persönliche Warnmeldungen hinzufügen,. Die andere Einnahmequelle, bis zu 20 %, ist der Verkauf eines saisonalen Obst- und Gemüsekalenders, der auf dem Blog verkauft wird,. Die letzte Einnahmequelle, bis zu 10 %, ist schließlich der Verkauf eines Ernährungsprogramms. Seit Ende 2019 befindet sich das Unternehmen im finanziellen Gleichgewicht.

## Datenbank
Im Jahr 2017 setzte Yuka ausschließlich auf Open Food Facts, eine offene und kollaborative Datenbank, die nach dem gleichen Modell wie ein Wiki funktioniert. Januar 2018 wurde eine proprietäre Datenbank implementiert, um ein Beitragskontroll- und Verifizierungssystem hinzuzufügen. Seitdem nutzt Yuka Open Food Facts nicht mehr, trägt aber weiterhin massiv dazu bei, indem sie einen Teil der Produktinformationen zur Verfügung stellt. Als solche ist Yuka seit 2017 führender Beitragender zu Open Food Facts. Yukas Datenbank wird weiterhin durch Beiträge der Benutzer über die Anwendung befüllt. Darüber hinaus teilen die Hersteller ihre Produktinformationen auch über die Alkemics-Plattform.
Im Durchschnitt erfasst die Anwendung mehr als 2.000 Beiträge pro Tag, aber einige Datensätze können nicht mehr geändert werden. Dazu gehören auch Beiträge von Industriellen, die direkt die Zusammensetzung ihrer Produkte mitteilen. Mit Stand vom Dezember 2019 umfasst die Datenbank zwischen 700.000 und 800.000 Produkte. Die Datenbank wird täglich etwa 3 Millionen Mal angefordert, um in 70 % der Fälle Lebensmittel und in 30 % der Fälle Kosmetika zu scannen. Das sind durchschnittlich 35 Barcodes, die pro Sekunde gescannt werden.